# Fabrizio Ruffo
Fabrizio Dionigi Ruffo dei duchi di Bagnara e Baranello, (San Lucido, 16 de setembro de 1744 - Nápoles, 13 de dezembro de 1827) foi um cardeal e político italiano, famoso por ter fundado e comandado o Exército da Santa Fé, a principal arma antijacobina que marcou o fim da República Napolitana de 1799.

## Biografia

### Os anos na Santa Sé
Ruffo nasceu no castelo de San Lucido, um povoado da cidade calabresa, na época pertencente ao Reino de Nápoles (atualmente na província de Cosença), em 16 de setembro de 1744. Era o segundo filho de Litterio Ruffo (1704-1772), segundo duque de Baranello (pertencente a um ramo colateral de Ruffo, o dos duques de Bagnara), e de sua segunda esposa, a nobre lucaniana Giustiniana Colonna, princesa de Spinoso e marquesa de Guardia Perticara (pertencendo em seu lugar a um ramo colateral, transplantado para a Sicília, da antiga família romana dos Colonna, o dos Romanos Colonna).
Mudou-se para Roma ainda jovem, embarcou na carreira eclesiástica a partir de 1748 e completou seus estudos no Collegio Clementino e, em seguida, mudou-se para a Universidade La Sapienza, onde obteve o doutorado In utroque iure em 19 de setembro de 1767, em seguida, conclui seu estágio de direito com os advogados Antonio Bucci e Antonio Maria Gasparri, com os quais colaborou por um curto período de tempo. Graças ao apoio de seu tio, o cardeal Tommaso Ruffo (então reitor do Sagrado Colégio) e o papa Pio VI (de quem havia sido aluno) tornaram-se prelados domésticos de Sua Santidade em maio de 1764 e depois ingressaram na Prelatura Romana como referendo para os tribunais da Assinatura Apostólica da Graça e da Justiça em 17 de setembro de 1767. A partir de agosto de 1775 tornou-se abade comendador da abadia de San Filippo d'Argiro, na diocese de Gerace, e a partir de janeiro de 1781 passou ao título de clérigo da Câmara Apostólica, em substituição de um parente, Tiberio Ruffo. Posteriormente, tornou-se tesoureiro geral da mesma Câmara Apostólica (14 de fevereiro de 1785), ocupando este cargo por mais de dez anos junto com o cargo de prefeito de Castel Sant'Angelo e comissário das fortificações marítimas do Estado Pontifício. Ganhando a total confiança do papa, ele demonstrou notáveis habilidades administrativas e assumiu as principais responsabilidades da política de reforma financeira, fiscal e econômica invocada por Pio VI. A este respeito, deve ser lembrado que a disposição dos "costumes nas fronteiras do estado" (1786) era dele.

### Um cardinalato "forçado"
Pela justiça de suas disposições fiscais, ele antagonizou a aristocracia romana, que pressionou o papa. Em 1791 Pio VI, cedendo às pressões, demitiu o então monsenhor Fabrizio Ruffo do prestigioso posto, oferecendo-lhe o cardinalato como agradecimento e apreço pelo trabalho realizado.
E de fato, tendo se tornado cardeal do título de Sant'Angelo in Pescheria em 21 de fevereiro de 1794, foi admitido como membro das sagradas congregações do Bom Governo e das Águas e por isso cuidou da administração das terras do Campo romano em que deu prova de capacidade inusitada e, no contexto de encerramento que caracterizava o Estado da Igreja naquele período, de abertura às teorias sociais e econômicas modernas. Entre os vários edifícios patrocinados por ele está a igreja do Crucifixo de Fiumicino. Ele também foi admitido nas congregações de Loreto. Protetor da Ordem dos Mínimos de São Francisco de Paula, do Conservatório da Divina Providência, de Ripetta, ele também obteve esta posição de organizações religiosas laicas como a Arquiconfraria do Espírito Santo do Reino das Duas Sicílias e a do Santíssimo Sacramento com sede em Roma, na basílica de Santa Maria in Cosmedin. Tornou-se protetor da Confraria de Santa Maria di Costantinopoli e do Nobre Colégio dos Fabricantes de Cortinas de Lana, bem como da cidade de Orte.
Devido à grande popularidade que o cercava ainda como cardeal, Fabrizio Ruffo obteve a dispensa do papa por ainda não ter recebido as ordens menores que então obteve em 13 de janeiro de 1795 junto com o subdiaconato e o diaconato.

### O Exército da Santa Fé
No mesmo ano, porém, amargurado pela crescente hostilidade para consigo mesmo, decidiu deixar Roma e retornar ao Reino de Nápoles, colocando-se a serviço do Rei Fernando IV de Bourbon, que imediatamente demonstrou por ele profunda estima, tanto que ele foi nomeado "Superintendente dos Domínios da realeza de Caserta" e da colônia de manufatura de San Leucio. Ao mesmo tempo, ele também obteve a comenda da Abadia de Santa Sofia em Benevento.
Em janeiro de 1799, o Reino de Nápoles caiu após a repentina expedição Bourbon com o objetivo de libertar Roma dos franceses. Eles, aquartelados a algumas dezenas de quilômetros de Roma, deixaram os Bourbons entrarem na cidade. Em seguida, eles desencadearam a ofensiva. Os Bourbons, surpresos, recuaram com os franceses em seus calcanhares. A perseguição terminou em Nápoles, onde a República Napolitana foi criada e a árvore da liberdade foi erguida. A corte de Fernando IV foi salva em Palermo.
Ruffo moveu-se em defesa da religião e do governante legítimo. Por iniciativa própria, foi a Palermo pedir ao rei homens e navios para reconquistar o reino. Ele elaborou um programa que entregou à Coroa. Nele estava escrito:

"Todos os documentos relativos a negócios, políticos e militares, são solicitados.
Ainda é necessário o relatório mais preciso sobre o atual estado de Nápoles, os papéis, as proclamações ali publicadas e o resumo dos fatos que se seguiram.
O cardeal estima que pelo menos um regimento equipado com canhões deve ir com ele para a Calábria.
Seria bom que, quando um corpo suficiente de tropas fosse formado, Sua Majestade viesse para assumir o comando."
Recebido o título de "Comandante Geral" do Rei, Ruffo obteve um navio e sete homens. Ele partiu de Palermo e desembarcou em 8 de fevereiro na Calábria, sua terra natal. Os primeiros centros de coleta de voluntários foram Scilla e Bagnara, seus feudos. Hordas de camponeses atenderam ao chamado, atingindo o número de 25.000 homens capazes. Ruffo chamou seu exército de Exército Real Cristão (agora conhecido como Exército da Santa Fé). O Exército Ruffo conquistou Crotone, depois iniciou a ascensão da península que o conduziu primeiro à Basilicata, depois à Puglia (em Altamura e Modugno) e finalmente ao Principato Ultra. À frente de seu exército, Ruffo participou das operações da Segunda coalizão antifrancesa para a conquista de Nápoles, que terminou vitoriosamente em 15 de junho de 1799. Pouco depois passou a criar e nomear os membros do Conselho de Estado, em fim de descobrir e julgar os infratores da traição cometida pelos rebeldes municipalistas pró-franceses.
Ruffo era o favorito do rei. A rainha, por outro lado, considerava o cardeal pouco confiável e preferia o almirante inglês Horatio Nelson a ele. À medida que se aproximava cada vez mais de Nápoles, Ruffo recebera várias vezes ordens escritas do tribunal de Palermo, nas quais era advertido contra a concessão dos acordos de rendição. Mas o cardeal, como era seu estilo, decidiu apresentar uma proposta de pacificação geral. As negociações começaram a assinar uma capitulação antes que ordens explícitas em contrário chegassem. Ao fazê-lo, tentou - na medida do possível - mitigar o previsível sofrimento dos jacobinos, permitindo-lhes optar pela fuga, embarcando ou seguindo as guarnições francesas que já haviam abandonado a cidade.
Em 24 de junho, o almirante Nelson ancorou. No dia seguinte, quando os primeiros jacobinos já aguardavam o momento de embarcar, o almirante inglês fez saber que o pacto era "infame" e que não permitiria a sua execução.. O cardeal Ruffo foi praticamente expulso do comando. Um oficial inglês, portanto, decidiu o destino dos prisioneiros napolitanos: eles foram entregues à justiça Bourbon e 124 deles foram executados.

### O retorno à Santa Sé e o papel no Reino de Nápoles
Após a conquista de Nápoles, Ruffo decidiu enviar companhias, chefiadas pelo general Gian Battista Rodio, para a República Romana. Foi o primeiro ato de invasão do estado republicano.. Com a queda da República Romana, Ruffo foi a Roma para mudar seu título com o de Santa Maria in Cosmedin, em 11 de agosto de 1800. Em 1801, após ter renunciado ao cargo de vigário geral do rei de Nápoles, foi por pouco tempo ministro de Nápoles em Roma e depois aceitar o governo de Giuseppe Bonaparte na área napolitana. Em setembro de 1805, ele retornou a Nápoles com a intenção de deixar Roma após a invasão napoleônica e após a ocupação do reino pelas tropas francesas, refugiou-se primeiro em Amélia, na Úmbria, e depois se reuniu com o rei Fernando IV e sua corte. nomeou-o seu embaixador em Paris junto a Napoleão, então comparecendo ao casamento entre o imperador francês e a arquiduquesa Maria Luisa da Áustria em 2 de abril de 1810: em virtude deste último gesto, ele foi um dos "cardeais rossi" (isto é, aqueles que não foram punidos pelo imperador e que puderam continuar usando a habitual túnica de cardeal vermelha). Tendo ganhado confiança também com Bonaparte, ele fez parte de uma comissão de cardeais (incluindo Aurelio Roverella e Giuseppe Doria) designados pelo imperador para compor um curta que relatava os decretos do Concílio de Paris de 20 de setembro de 1811, persuadindo o próprio Pio VII na prisão em Savona para assinar esta escritura. Para isso ele recebeu a grande cruz da Legião de Honra.
Em maio de 1814 voltou a Roma, onde foi recebido friamente pela população e pelo colégio cardinalício e, portanto, decidiu retornar a Nápoles, onde fixou residência permanente. O Papa Pio VII, compreendendo as circunstâncias que o levaram a agir desta forma com os franceses, chamou-o de volta a Roma e nomeou-o superintendente do Annona e Grascia (ramo da burocracia romana, paralelo ao Annona, que administrava o fornecimento de carne, gordura e óleo) em 8 de fevereiro de 1815 e a partir de 10 de maio de 1817 tornou-se Grão-Prior da Ordem de Malta para o Estado Pontifício. Camerlengo do Sagrado Colégio dos Cardeais, permaneceu no cargo de 29 de março de 1819 a 21 de fevereiro de 1820, ano em que foi nomeado prefeito da Congregação das Águas, Pântanos Pontinos e Chiane. Em março de 1821, ele retornou a Nápoles, que foi devastada por revoltas contra as tropas de ocupação austríacas. Em 27 de junho de 1821, em Roma, optou pelo diaconato de Santa Maria na Via Lata e foi nomeado cardeal protodiácono. Durante a turbulência das revoltas de Carbonária, ele foi nomeado pelo rei de Nápoles como membro do conselho do governo provisório e permaneceu como conselheiro do soberano mesmo após a restauração do poder total dos Bourbon. Em agosto de 1823 participou do conclave que elegeu Leão XII e no final desse mesmo ano voltou novamente a Nápoles.
Morreu em Nápoles em 13 de dezembro de 1827 e foi sepultado na capela de sua família, dedicada a Santa Catarina de Alexandria, na basílica de São Domingos Maior em Nápoles.